# اوروش
اوروش (به لاتین: Orosh) یک منطقهٔ مسکونی در آلبانی است که در میردیتا واقع شده‌است.